# Französische Rugby-Union-Meisterschaft 1976/77
Die Saison 1976/77 war die 78. Austragung der französischen Rugby-Union-Meisterschaft (französisch Championnat de France de rugby à XV). Sie umfasste 80 Mannschaften in der ersten Division (heutige Top 14), bestehend aus zwei Stärkeklassen.
Die Meisterschaft begann mit der Gruppenphase, bei der in fünf Gruppen je acht Mannschaften gegeneinander antraten. Jeweils die Erst- bis Fünftplatzierten qualifizierten sich für die Finalphase; die Siebt- und Achtplatzierten mussten in der folgenden Saison in der unteren Stärkeklasse spielen. Auch die untere Stärkeklasse bestand aus fünf Gruppen mit je acht Mannschaften. In dieser qualifizierten sich die Gruppensieger sowie die zwei besten Zweitplatzierten ebenfalls für die Finalphase. Es folgten Sechzehntel-, Achtel-, Viertel- und Halbfinale. Im Endspiel, das am 29. Mai 1977 im Parc des Princes in Paris stattfand, trafen die zwei Halbfinalsieger aufeinander und spielten um den Bouclier de Brennus. Dabei setzte sich die AS Béziers gegen die USA Perpignan durch und errang zum sechsten Mal den Meistertitel.

## Gruppenphase
* freiwilliger Abstieg
|    | Team               | Siege | Unent. | Ndlg. | Spiel- punkte | Diff. | Tabellen- punkte |
| -- | ------------------ | ----- | ------ | ----- | ------------- | ----- | ---------------- |
| 1. | RRC Nice           | 9     | 2      | 3     | 214:109       | + 105 | 20               |
| 2. | SU Agen            | 9     | 0      | 5     | 304:102       | + 202 | 18               |
| 3. | Biarritz Olympique | 8     | 0      | 6     | 245:170       | + 75  | 16               |
| 4. | US Bressane        | 7     | 0      | 7     | 198:165       | + 33  | 14               |
| 5. | Stade Aurillacois  | 7     | 0      | 7     | 140:167       | − 27  | 14               |
| 6. | Stade Beaumontois  | 7     | 0      | 7     | 159:248       | − 89  | 14               |
| 7. | SC Angoulême       | 6     | 1      | 7     | 179:176       | + 3   | 13               |
| 8. | UA Mimizan         | 1     | 1      | 12    | 77:379        | − 302 | 3                |

|    | Team              | Siege | Unent. | Ndlg. | Spiel- punkte | Diff. | Tabellen- punkte |
| -- | ----------------- | ----- | ------ | ----- | ------------- | ----- | ---------------- |
| 1. | AS Béziers        | 13    | 0      | 1     | 506:85        | + 421 | 26               |
| 2. | USA Perpignan     | 8     | 3      | 3     | 310:125       | + 185 | 19               |
| 3. | La Voulte Sportif | 6     | 1      | 7     | 141:243       | − 102 | 13               |
| 4. | US Salles         | 6     | 1      | 7     | 143:280       | − 137 | 13               |
| 5. | CO Le Creusot     | 6     | 0      | 8     | 134:343       | − 209 | 12               |
| 6. | Valence Sportif   | 5     | 1      | 8     | 231:187       | + 44  | 11               |
| 7. | Section Paloise   | 5     | 1      | 8     | 195:182       | + 13  | 11               |
| 8. | Cahors Rugby      | 3     | 1      | 10    | 115:330       | − 215 | 7                |

|    | Team                  | Siege | Unent. | Ndlg. | Spiel- punkte | Diff. | Tabellen- punkte |
| -- | --------------------- | ----- | ------ | ----- | ------------- | ----- | ---------------- |
| 1. | RC Narbonne           | 12    | 0      | 2     | 402:131       | + 271 | 24               |
| 2. | RC Toulon             | 9     | 0      | 5     | 156:164       | − 8   | 18               |
| 3. | CA Bègles             | 8     | 0      | 6     | 235:226       | + 9   | 16               |
| 4. | Stade Bagnérais       | 8     | 0      | 6     | 186:239       | − 53  | 16               |
| 5. | US Dax                | 7     | 1      | 6     | 230:163       | + 67  | 15               |
| 6. | US Carcassonne        | 6     | 0      | 8     | 177:209       | − 32  | 12               |
| 7. | Racing Club de France | 3     | 1      | 10    | 187:231       | − 44  | 7                |
| 8. | FC Saint-Claude       | 2     | 0      | 12    | 128:338       | − 210 | 4                |

|    | Team                      | Siege | Unent. | Ndlg. | Spiel- punkte | Diff. | Tabellen- punkte |
| -- | ------------------------- | ----- | ------ | ----- | ------------- | ----- | ---------------- |
| 1. | FC Lourdes                | 9     | 2      | 3     | 202:109       | + 93  | 20               |
| 2. | CA Brive                  | 9     | 2      | 3     | 196:153       | + 43  | 20               |
| 3. | Stade Toulousain          | 9     | 0      | 5     | 177:165       | + 12  | 18               |
| 4. | SC Graulhet               | 7     | 1      | 6     | 150:147       | + 3   | 15               |
| 5. | US Montauban              | 7     | 0      | 7     | 144:147       | − 3   | 14               |
| 6. | Stade Rochelais           | 6     | 1      | 7     | 223:193       | + 30  | 13               |
| 7. | ES Avignon Saint-Saturnin | 5     | 0      | 9     | 121:155       | − 34  | 10               |
| 8. | Stade Montois             | 1     | 0      | 13    | 109:253       | − 144 | 2                |

Gruppe E
|    | Team                 | Siege | Unent. | Ndlg. | Spiel- punkte | Diff. | Tabellen- punkte |
| -- | -------------------- | ----- | ------ | ----- | ------------- | ----- | ---------------- |
| 1. | AS Montferrand       | 10    | 0      | 4     | 378:145       | + 233 | 20               |
| 2. | Aviron Bayonnais     | 9     | 0      | 5     | 228:208       | + 20  | 18               |
| 3. | US Romans            | 8     | 0      | 6     | 201:178       | + 23  | 16               |
| 4. | Stadoceste Tarbais   | 8     | 0      | 6     | 177:197       | − 20  | 16               |
| 5. | Stade Montchaninois  | 7     | 0      | 7     | 179:269       | − 90  | 14               |
| 6. | Castres Olympique *  | 6     | 0      | 8     | 217:172       | + 45  | 12               |
| 7. | FC Oloron            | 5     | 0      | 9     | 182:174       | + 8   | 10               |
| 8. | Saint-Jean-de-Luz OR | 3     | 0      | 11    | 116:335       | − 219 | 6                |

## Untere Stärkeklasse
Aus der unteren Stärkeklasse qualifizierten sich folgende Mannschaften für die Finalphase:
- SC Albi
- FC Auch
- SO Chambéry
- AS Mérignac
- Stade Ruthénois
- SC Tulle
- US Tyrosse

## Finalphase

### 1/16-Finale
| Datum                        | Begegnung                            | Hinspiel | Rückspiel | Gesamt |
| ---------------------------- | ------------------------------------ | -------- | --------- | ------ |
| 4. April 1977 17. April 1977 | AS Béziers – SC Albi                 | 62:06    | 43:09     | 105:15 |
| 4. April 1977 17. April 1977 | SC Graulhet – US Dax                 | 07:03    | 12:19     | 19:22  |
| 4. April 1977 17. April 1977 | US Salles – Aviron Bayonnais         | 14:10    | 08:25     | 22:35  |
| 4. April 1977 17. April 1977 | RC Toulon – Stade Montchaninois      | 30:13    | 53:09     | 83:22  |
| 4. April 1977 17. April 1977 | RRC Nice – SO Chambéry               | 15:15    | 18:12     | 33:27  |
| 4. April 1977 17. April 1977 | Stade Toulousain – CA Bègles         | 13:04    | 16:07     | 29:11  |
| 4. April 1977 17. April 1977 | Biarritz Olympique – CO Le Creusot   | 06:03    | 35:12     | 41:15  |
| 4. April 1977 17. April 1977 | CA Brive – AS Mérignac               | 18:09    | 08:09     | 26:18  |
| 4. April 1977 17. April 1977 | USA Perpignan – Stade Aurillacois    | 32:09    | 29:10     | 61:19  |
| 4. April 1977 17. April 1977 | SU Agen – SC Tulle                   | 27:19    | 12:06     | 39:25  |
| 4. April 1977 17. April 1977 | RC Narbonne – FC Auch                | 45:09    | 48:09     | 93:18  |
| 4. April 1977 17. April 1977 | US Bressane – La Voulte Sportif      | 18:12    | 03:12     | 21:24  |
| 4. April 1977 17. April 1977 | US Romans – US Montauban             | 23:07    | 04:07     | 27:11  |
| 4. April 1977 17. April 1977 | FC Lourdes – Stade Ruthénois         | 40:0     | 19:14     | 59:14  |
| 4. April 1977 17. April 1977 | AS Montferrand – US Tyrosse          | 33:17    | 34:16     | 67:33  |
| 4. April 1977 17. April 1977 | Stade Bagnérais – Stadoceste Tarbais | 16:12    | 06:0      | 22:12  |

### Achtelfinale
| Datum          | Begegnung                        | Ergebnis |
| -------------- | -------------------------------- | -------- |
| 24. April 1977 | AS Béziers – US Dax              | 47:03    |
| 24. April 1977 | Aviron Bayonnais – RC Toulon     | 13:06    |
| 24. April 1977 | RRC Nice – Stade Toulousain      | 17:06    |
| 24. April 1977 | Biarritz Olympique – CA Brive    | 19:10    |
| 24. April 1977 | USA Perpignan – SU Agen          | 21:10    |
| 24. April 1977 | RC Narbonne – La Voulte Sportif  | 17:07    |
| 24. April 1977 | US Romans – FC Lourdes           | 16:10    |
| 24. April 1977 | AS Montferrand – Stade Bagnérais | 33:15    |

### Viertelfinale
| Datum       | Begegnung                     | Ergebnis |
| ----------- | ----------------------------- | -------- |
| 1. Mai 1977 | AS Béziers – Aviron Bayonnais | 18:16    |
| 1. Mai 1977 | RRC Nice – Biarritz Olympique | 19:17    |
| 1. Mai 1977 | USA Perpignan – RC Narbonne   | 19:04    |
| 1. Mai 1977 | US Romans – AS Montferrand    | 16:13    |

### Halbfinale
| Datum        | Begegnung                 | Ergebnis |
| ------------ | ------------------------- | -------- |
| 15. Mai 1977 | AS Béziers – RRC Nice     | 15:10    |
| 15. Mai 1977 | USA Perpignan – US Romans | 09:06    |

### Finale
| 29. Mai 1977 | AS Béziers                                                         | 12 : 4        | USA Perpignan         | Parc des Princes, Paris Zuschauer: 41.821 Schiedsrichter: Gilbert Chevrier |
| 29. Mai 1977 | Versuche: Astre (1) Erhöhungen: Cabrol (1) Straftritte: Cabrol (2) | (9:4) Bericht | Versuche: Fontana (1) | Parc des Princes, Paris Zuschauer: 41.821 Schiedsrichter: Gilbert Chevrier |

Aufstellungen
AS Béziers:

Startaufstellung: Richard Astre, Henri Cabrol, Jack Cantoni, Alain Estève, Michel Fabre, Jean-Louis Martin, Jean-Luc Meiser, Alain Paco, Michel Palmié, Jean-Pierre Pesteil, Jean-Luc Rivallo, Olivier Saïsset, Georges Senal, René Séguier, Armand Vaquerin

Auswechselspieler: Francis Lugans
USA Perpignan:

Startaufstellung: Yves Ballaneda, Yves Brunet, Patrick David, Claude Fontana, Jean-Pierre Garcia, Roland Genis, Jean-Louis Got, Paul Goze, Jean-François Imbernon, Michel Izquierdo, Richard Lecoq, Jean Lopez, Gérard Mérou, Gérald Porical, Jacques Tisseyre

Auswechselspieler: Alain Delmas, Paul Foussat, Jean-Pierre Lambert, Richard Masforne